# Робави
Робави (пол. Robawy) — село в Польщі, у гміні Решель Кентшинського повіту Вармінсько-Мазурського воєводства.
Населення — 143 особи (2011).
У 1975-1998 роках село належало до Ольштинського воєводства.

## Демографія
Демографічна структура станом на 31 березня 2011 року:
|          | Загалом | Допрацездатний вік | Працездатний вік | Постпрацездатний вік |
| -------- | ------- | ------------------ | ---------------- | -------------------- |
| Чоловіки | 69      | 15                 | 47               | 7                    |
| Жінки    | 74      | 16                 | 44               | 14                   |
| Разом    | 143     | 31                 | 91               | 21                   |